# Tortula muralis
Tortula muralis là một loài Rêu trong họ Pottiaceae. Loài này được Hedw. miêu tả khoa học đầu tiên năm 1801.

## Hình ảnh

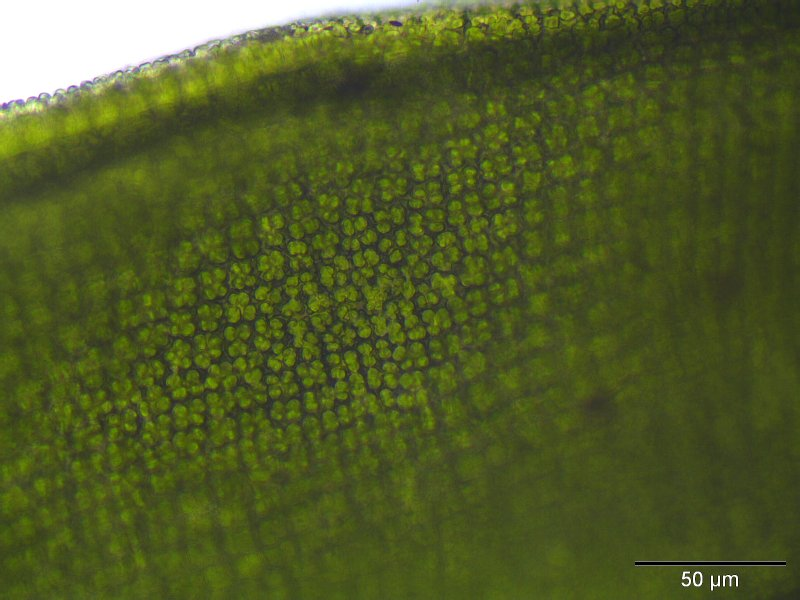
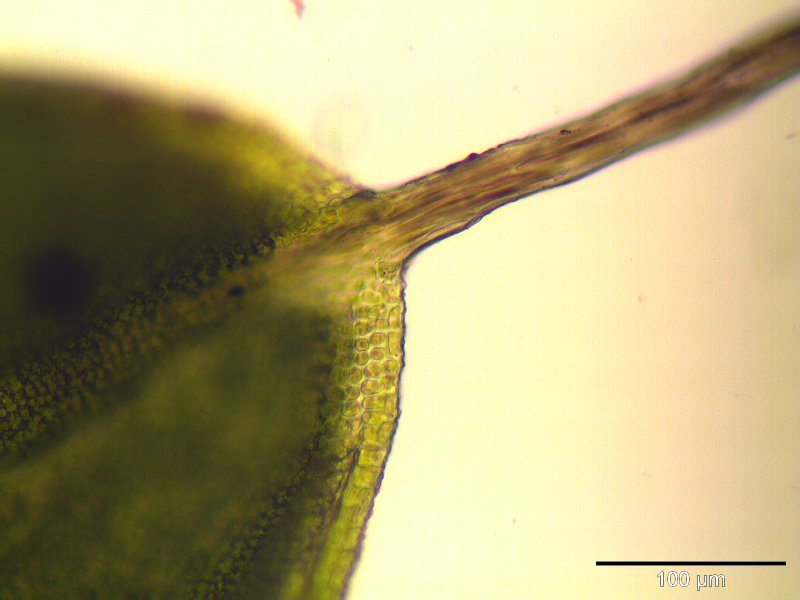
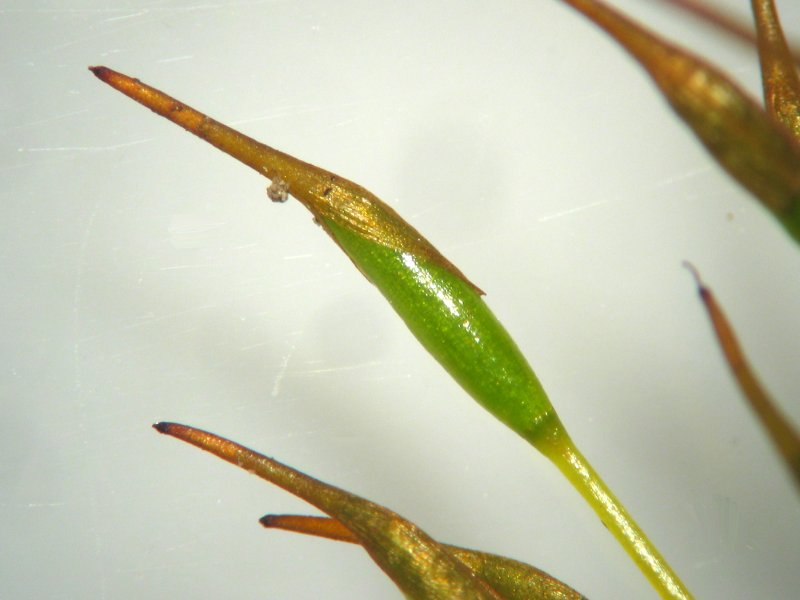
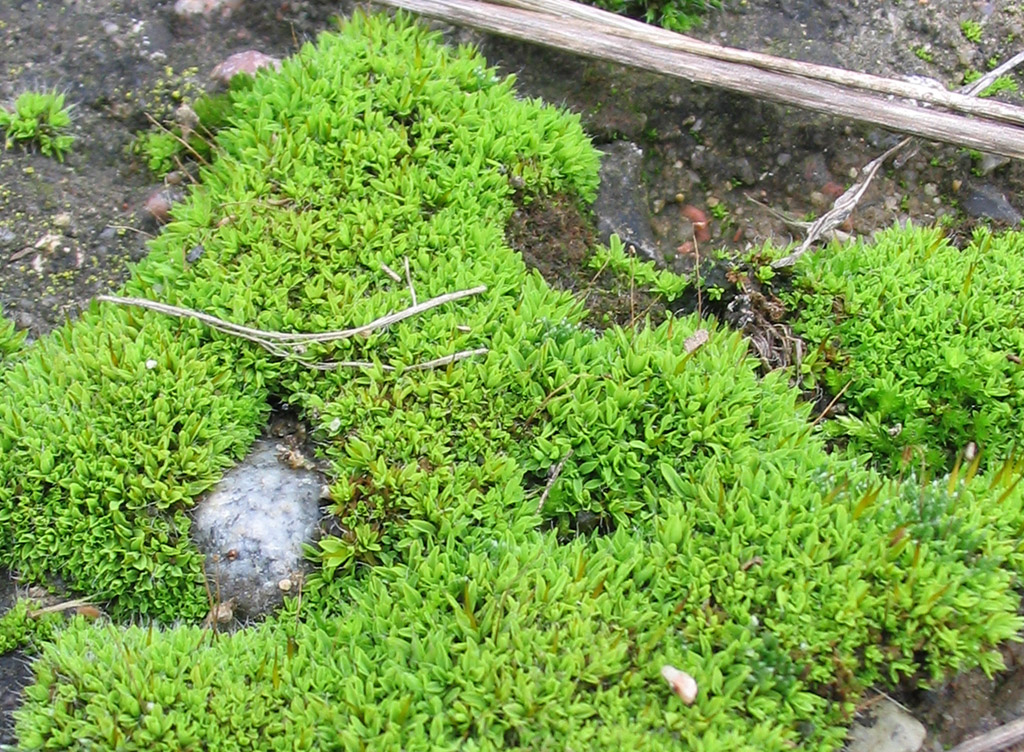